# Лютик луковичный
Лютик луковичный, или Лютик клубненосный (лат. Ranunculus bulbosus) — травянистое растение, вид рода Лютик семейства Лютиковые (Ranunculaceae).

## Название
Русскоязычное родовое название лютик связывают с корнем -лют- из-за «лютого» (ядовитого для скота) сока. Научное латинское название Ranunculus переводится как «маленькая лягушка, лягушонок, головастик» и вероятнее всего связано с тем, что многие виды рода произрастают в сырых заболоченных местах, населенных лягушками.
Видовой эпитет луковичный или клубненосный является калькой-переводом латинского, где bulbosus означает «имеющий выраженный клубень» от др.-греч. βολβός (bolbos — «растение с круглым утолщением подземного стебля») и лат. -osus (суффикс, образующий от существительного прилагательное со значением ярко выраженного признака). Характерной особенностью этого вида лютика является наличие округлого клубневидного утолщения при основании стебля.

## Ботаническое описание

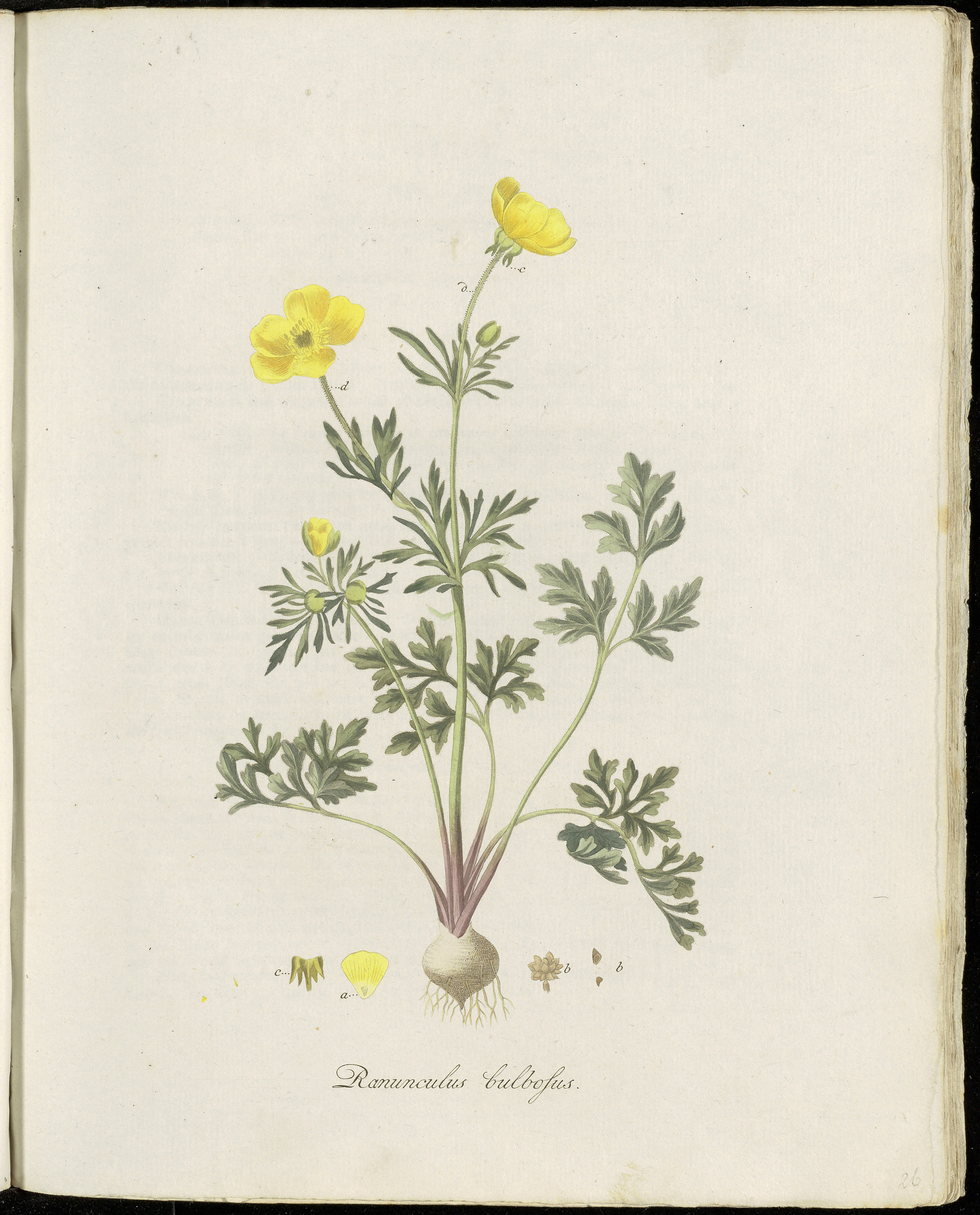
Лютик луковичный.

Многолетнее травянистое растение 15–75 см высотой с практически неразвитым очень коротким корневищем.
У основания стебля формируется округлое клубневидное утолщение с пучком довольно длинных утолщённо-шнуровидных мясистых корней. Стебель прямостоячий, одно- или малоцветковый, покрыт отстоящими извилистыми волосками.
Прикорневые листья с длинными черешками, покрытыми оттопыренными волосками. Листовая пластинка особенно снизу волосистая, округло-пятиугольная, глубоко до основания трёхраздельная на сидячие боковые и средний расширенно-черешочковый сегмент. Все сегменты 2–3 надрезные на зубчатые островатые дольки. Немногочисленные стеблевые листья сидячие, практически до основания разделенные на три доли продолговато-клиновидной, расширяющейся кверху формы, часто с зубчатым краем.
Цветоносы прижато-волосистые. Цветки крупные, до 2,5 см. в диаметре, жёлтые, 5-лепестные. Чашелистики отогнуты вниз. Цветоложе продолговатое, слабоволосистое. Плодики сжатые, плоские, округло-обратно-яйцевидные, по краям с зеленоватой ребристой каймой. Носик короткий прямой или несколько отклоненный, расширенный к основанию.

## Распространение и экология

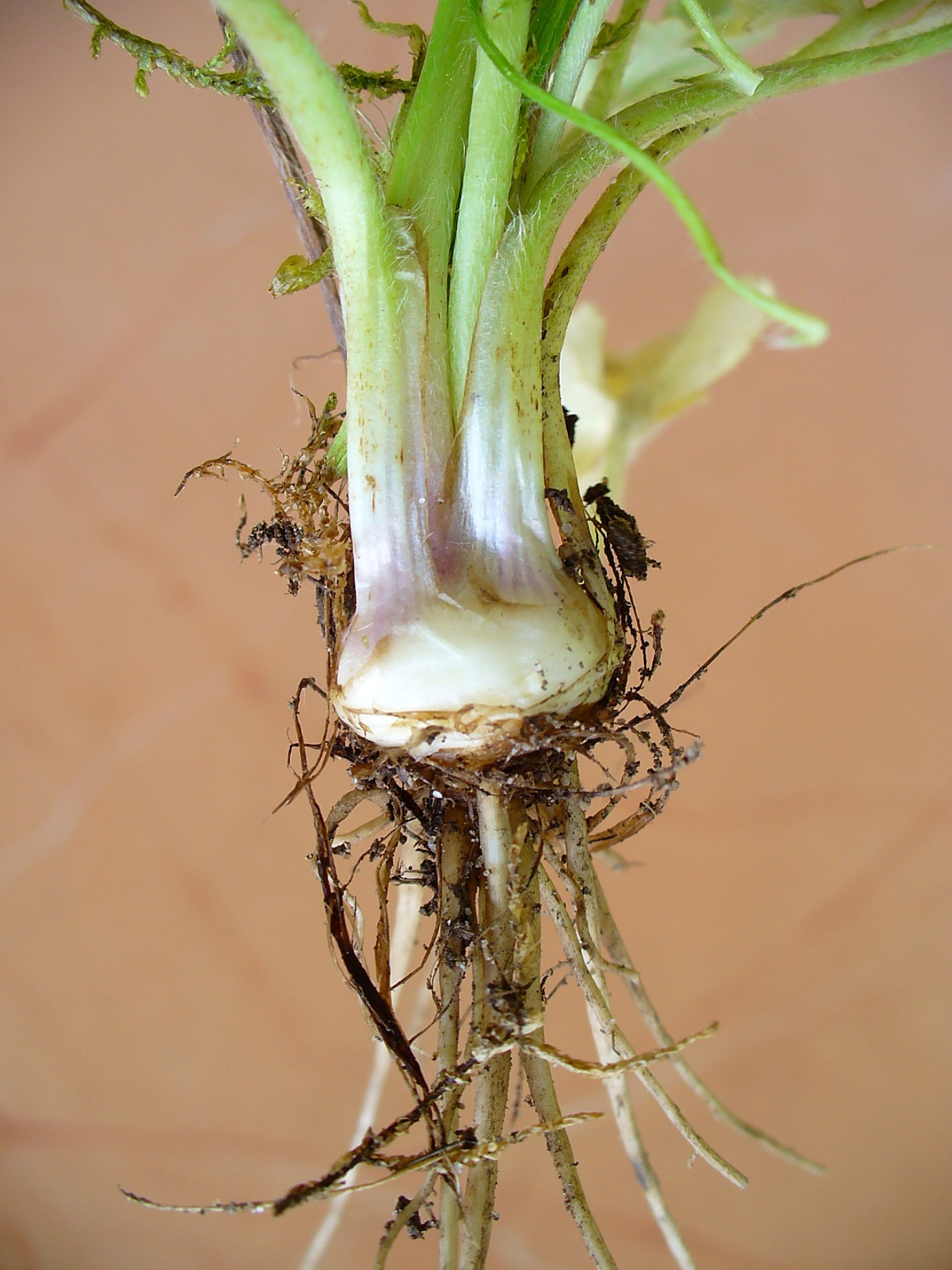
"Луковица" (разрастание стебля) лютика луковиного

Природный ареал охватывает Скандинавию, Среднюю Европу, Средиземноморье, Балканы, Малую Азию, Иран. В Северной Америке как заносное.
На территории России встречается в Европейской части и на Кавказе. В средней России обнаружен в Московской, Смоленской и Брянской областях.
Предпочитает сухие песчаные места, суходольные и приморские луга, приморские дюны, растет по краям полей, на сухих склонах, иногда встречается в сосновых борах и в кустарниковых зарослях.

## Хозяйственное значение и применение
При поедании чистокровными верховыми кобылами вызывает у животных потерю веса, истощение и выкидыши плода.
Препараты из лютика луковичного используются в гомеопатии для лечения опоясывающего лишая, конъюнктивита, болей в грудной области и мышцах.

## Классификация

### Таксономия
Ranunculus bulbosus L., 1753, Sp. Pl. : 554
Вид Лютик луковичный относится к роду Лютик (Ranunculus) семейства Лютиковые (Ranunculaceae) порядка Лютикоцветные (Ranunculales). Таксономическая схема в соответствии с Системой APG IV по состоянию на июнь 2024 года:
|  |                                      |  |                                   |                                   |                     |  | ещё 6 семейств | ещё 6 семейств |                      |  |                         |  | еще 1 615 подтвержденных видов и 480 видов, ожидающих подтверждения | еще 1 615 подтвержденных видов и 480 видов, ожидающих подтверждения |  |
|  |                                      |  |                                   |                                   |                     |  | ещё 6 семейств | ещё 6 семейств |                      |  |                         |  | еще 1 615 подтвержденных видов и 480 видов, ожидающих подтверждения | еще 1 615 подтвержденных видов и 480 видов, ожидающих подтверждения |  |
|  |                                      |  |                                   | порядок Лютикоцветные             |                     |  |                |                | род Лютик            |  |                         |  |                                                                     |                                                                     |  |
|  |                                      |  |                                   | порядок Лютикоцветные             |                     |  |                |                | род Лютик            |  | 2 внутривидовых таксона |  |                                                                     |                                                                     |  |
|  | отдел Цветковые, или Покрытосеменные |  |                                   |                                   | семейство Лютиковые |  |                |                | вид Лютик луковичный |  |                         |  |                                                                     |                                                                     |  |
|  | отдел Цветковые, или Покрытосеменные |  |                                   |                                   |                     |  |                |                |                      |  |                         |  |                                                                     |                                                                     |  |
|  |                                      |  | ещё 63 порядка цветковых растений | ещё 63 порядка цветковых растений |                     |  |                | ещё 53 рода    | ещё 53 рода          |  |                         |  |                                                                     |                                                                     |  |
|  |                                      |  |                                   | ещё 63 порядка цветковых растений |                     |  |                |                | ещё 53 рода          |  |                         |  |                                                                     |                                                                     |  |

### Синонимы
- Ranunculastrum albonaevum Fourr.
- Ranunculastrum bulbiferum Fourr.
- Ranunculastrum bulbosum Fourr.
- Ranunculastrum sparsipilum Fourr.
- Ranunculastrum valdepubens Fourr.
- Ranunculus albonaevus Jord.
- Ranunculus anemonerhizos Coincy
- Ranunculus brachiatus Schleich.
- Ranunculus bulbifer Jord.
- Ranunculus bulbosus f. linearis F.Seym.
- Ranunculus bulbosus subsp. cacuminalis (G.López) Muñoz Garm.
- Ranunculus bulbosus var. bulbosus
- Ranunculus bulbosus var. dissectus Babey
- Ranunculus bulbosus var. osiae P.Monts. ex G.López
- Ranunculus bulbosus var. valdepubens Briq.
- Ranunculus cibiniensis Schur
- Ranunculus heucherifolius C.Presl
- Ranunculus hornemannii Schlecht.
- Ranunculus pseudoaleae Rouy
- Ranunculus rapaceus Bubani
- Ranunculus sennenii Pau
- Ranunculus sparsipilus Jord.
- Ranunculus valdepubens Jord.
- Ranunculus villiferus Jord.